# Senillé
Senillé is een plaats en voormalige gemeente in het Franse departement Vienne in de regio Nouvelle-Aquitaine en telt 609 inwoners (1999).
Op 1 januari 2016 fuseerde de gemeente met Saint-Sauveur tot de huidige gemeente Senillé-Saint-Sauveur. Deze gemeente maakt deel uit van het arrondissement Châtellerault.

## Geografie
De oppervlakte van Senillé bedraagt 17,7 km², de bevolkingsdichtheid is 34,4 inwoners per km².
De onderstaande kaart toont de ligging van Senillé met de belangrijkste infrastructuur en aangrenzende gemeenten.

## Demografie
Onderstaande figuur toont het verloop van het inwonertal (bron: INSEE-tellingen).